# Moras
Moras és un municipi francès situat al departament de la Isèra i a la regió d'Alvèrnia-Roine-Alps. L'any 2007 tenia 463 habitants.

## Demografia

### Població
El 2007 la població de fet de Moras era de 463 persones. Hi havia 170 famílies de les quals 36 eren unipersonals (8 homes vivint sols i 28 dones vivint soles), 43 parelles sense fills, 75 parelles amb fills i 16 famílies monoparentals amb fills.
La població ha evolucionat segons el següent gràfic:
Habitants censats

### Habitatges
El 2007 hi havia 203 habitatges, 173 eren l'habitatge principal de la família, 14 eren segones residències i 16 estaven desocupats. 195 eren cases i 6 eren apartaments. Dels 173 habitatges principals, 158 estaven ocupats pels seus propietaris, 12 estaven llogats i ocupats pels llogaters i 3 estaven cedits a títol gratuït; 8 tenien dues cambres, 10 en tenien tres, 49 en tenien quatre i 106 en tenien cinc o més. 137 habitatges disposaven pel capbaix d'una plaça de pàrquing. A 42 habitatges hi havia un automòbil i a 126 n'hi havia dos o més.

### Piràmide de població
La piràmide de població per edats i sexe el 2009 era:
| Homes | Edats   | Dones |
| ----- | ------- | ----- |
| 4     | 95 o +  | 0     |
| 0     | 90 a 94 | 8     |
| 8     | 85 a 89 | 0     |
| 4     | 80 a 84 | 0     |
| 4     | 75 a 79 | 0     |
| 4     | 70 a 74 | 8     |
| 12    | 65 a 69 | 4     |
| 4     | 60 a 64 | 8     |
| 12    | 55 a 59 | 8     |
| 16    | 50 a 54 | 12    |
| 24    | 45 a 49 | 16    |
| 8     | 40 a 44 | 24    |
| 12    | 35 a 39 | 24    |
| 20    | 30 a 34 | 16    |
| 8     | 25 a 29 | 12    |
| 16    | 20 a 24 | 0     |
| 24    | 15 a 19 | 20    |
| 12    | 10 a 14 | 20    |
| 8     | 5 a 9   | 16    |
| 8     | 0 a 4   | 8     |

## Economia
El 2007 la població en edat de treballar era de 298 persones, 243 eren actives i 55 eren inactives. De les 243 persones actives 231 estaven ocupades (125 homes i 106 dones) i 13 estaven aturades (4 homes i 9 dones). De les 55 persones inactives 20 estaven jubilades, 17 estaven estudiant i 18 estaven classificades com a «altres inactius».

### Ingressos
El 2009 a Moras hi havia 177 unitats fiscals que integraven 486,5 persones, la mediana anual d'ingressos fiscals per persona era de 22.105 €.

### Activitats econòmiques
Dels 10 establiments que hi havia el 2007, 1 era d'una empresa de fabricació d'elements pel transport, 1 d'una empresa de fabricació d'altres productes industrials, 4 d'empreses de construcció, 1 d'una empresa de comerç i reparació d'automòbils, 2 d'entitats de l'administració pública i 1 d'una empresa classificada com a «altres activitats de serveis».
Dels 5 establiments de servei als particulars que hi havia el 2009, 2 eren paletes, 1 fusteria, 1 empresa de construcció i 1 perruqueria.
L'any 2000 a Moras hi havia 7 explotacions agrícoles que ocupaven un total de 171 hectàrees.

## Equipaments sanitaris i escolars
El 2009 hi havia una escola elemental.

## Poblacions més properes
El següent diagrama mostra les poblacions més properes.